# 국제 방사선 단위 측정 위원회

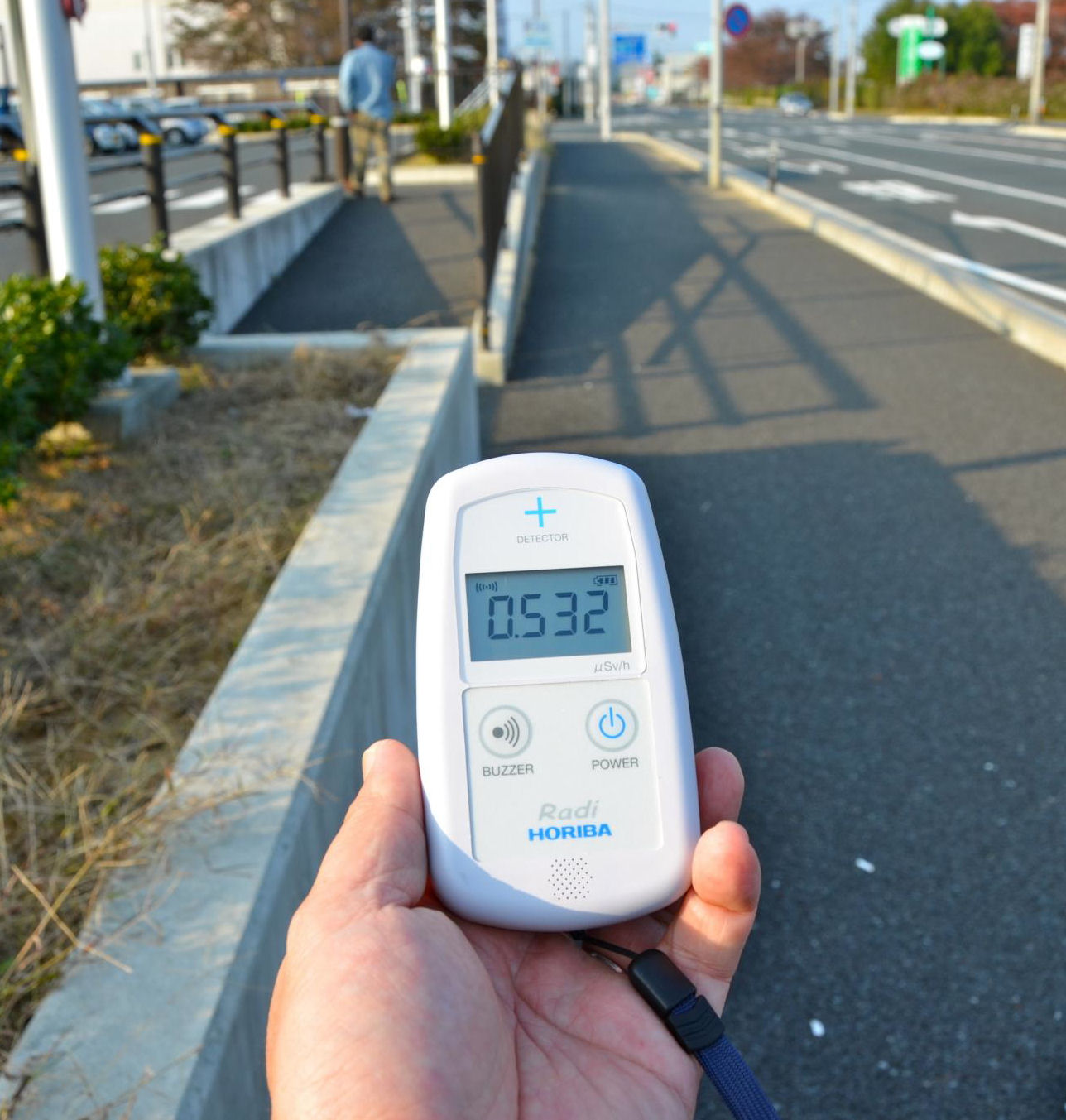

국제 방사선 단위 측정 위원회(國際放射線單位測定委員會, 영어: The International Commission on Radiation Units and Measurements, ICRU)는 방사선과 관련된 단위, 용어, 측정, 안전 기준 수치에 관한 국제 표준을 만들어 공표하는 일을 하는 국제 기구이다.

## 역사
ICRU는 처음에는 국제 X선 단위 위원회(영어: the International X-Ray Unit Committee)로 알려졌는데, 1925년 런던에서 열린 제 1회 국제 방사선학 총회(영어: the First International Congress of Radiology, ICR)에서 국제 방사선학 단위 위원회(영어: the International Committe on Radiological Units)가 만들어졌고, 1928년 스톡홀롬에서 열린 IRC-2에서 공식적으로 의학용 방사선 측정 단위 국제 표준이 제정되었다.

## 목표
ICRU는 원칙적인 목표는 다음 항목에 대한 국제 표준화이다.
1. 방사선과 방사능 단위와 수량
2. 분석 방사선학, 방사선 치료, 방사선 생물학, 핵 의약품, 방사선 안전, 산업과 환경 활동에 적절하게 적용가능한 용량 지침 제정
3. 이런 일관성있는 결과를 도출 할 수 있는 물리적인 수치

## 그레이 메달
숭고한 그레이 메달(영어: Gray Medal)은 1967년 IRCU에서 만든 것으로, 위원회와 관련있는 과학 분야에 많은 공헌을 한 사람에게 수여된다. 이전에 부회장을 지냈던 루이스 해럴드 그레이와 뛰어난 의학 물리학자와 방사능 생물학자를 기리기 위해 만들어졌다.

## 방사능 단위 진화
| 양           | 이름             | 표시 | 단위                     | 년도   |
| ------------ | ---------------- | ---- | ------------------------ | ------ |
| 조사선량 (X) | 뢴트겐           | R    | 공기 중 esu / 0.001293 g | 1928년 |
| 흡수선량 (D) |                  |      | erg•g−1                  | 1950년 |
| 흡수선량 (D) | 라드             | rad  | 100 erg•g−1              | 1953년 |
| 흡수선량 (D) | 그레이           | Gy   | J•kg−1                   | 1974년 |
| 방사능 (A)   | 퀴리             | c    | 3.7 × 1010 s−1           | 1953년 |
| 방사능 (A)   | 베크렐           | Bq   | s−1                      | 1974년 |
| 선량당량 (H) | 인체 뢴트겐 당량 | rem  | 100 erg•g−1              | 1971년 |
| 선량당량 (H) | 시버트           | Sv   | J•kg−1                   | 1977년 |
| 플루언스 (Φ) | (상호 범위)      |      | cm−2 또는 m−2            | 1962년 |

## 같이 보기
- 국제 방사선 방어 위원회
- 그레이 (단위)
- 시버트